# Умар Канде
Умар Канде (Oumar Kande) — гвінейський генерал та дипломат. Надзвичайний і Повноважний Посол Гвінейської Республіки в Туреччині та в Україні за сумісництвом (з 10.11.2023).

## Життєпис
Закінчив Університет Джуліуса Ньєрере Канкан, Гвінея, інженер-агрохімік. У 1996 році Національну школу офіцерів жандармерії (EOGN), Мелун, Франція. Школу повітряно-десантних військ, По, Франція. У 1999 році Військову школу управління Кулікоро Малі, спеціаліст з управління фінансами та персоналом. У 2004 році Інститут управління оборонними ресурсами (Монтеррей, Каліфорнія, США). У 2005 році закінчив Міжнародний центр навчання миру імені Кофі Аннана, Аккра, Гана
У 1996—1998 рр. — Інструктор Національної школи національної жандармерії, Конакрі, Гвінея
У 1999—2004 рр. — Генеральний секретар інтендана, Генеральний штаб національної жандармерії, Конакрі, Гвінея
У 2001—2002 рр. — Адміністративний офіцер гвінейського контингенту (GUINBAT), Місія ООН у Сьєрра-Леоне (МООНСЛ), Бо, Сьєрра-Леоне
У 2004—2006 рр. — Адміністративний офіцер відділу управління місією та планування, Комісія ЕКОВАС, Абуджа, Нігерія
У 2006—2011 рр. — Заступник директора Програми Ековас (ECOWAS) з контролю за стрілецькою зброєю (ECOSAP), Бамако
У 2011—2012 рр. — В.о.директора Програма Ековас (ECOWAS) з контролю над стрілецькою зброєю ECOWAS (ECOSAP), Бамако
У 2012—2021 рр. — Радник з питань миру та безпеки Міністерства оборони Спеціальне представництво ECOWAS в Малі, Бамако, Малі
У 2013—2013 рр. — Військовий радник, Міжнародна стабілізаційна місія в Малі (MISMA) Африканський Союз-ECOWAS, Бамако, Малі
У 2019—2021 рр. — Верховний заступник начальника Управління військової юстиції Національної жандармерії, Республіка Гвінея
З 1 березня 2023 року — Надзвичайний та Повноважний Посол Республіки Гвінея в Туреччині. 13 липня 2023 року вручив вірчі грамоти Президенту Туреччини Реджепу Ердогану
10 листопада 2023 року — вручив копії вірчих грамот заступникові міністра закордонних справ України Максиму Субху.
10 листопада 2023 року — вручив вірчі грамоти Президенту України Володимиру Зеленському